# Visso
Visso ist eine italienische Gemeinde (comune) mit 952 Einwohnern (Stand 31. Dezember 2023) in der Provinz Macerata in den Marken und ist Mitglied der Vereinigung I borghi più belli d’Italia (Die schönsten Orte Italiens).

## Geografie
Die Gemeinde Visso liegt etwa 50,5 Kilometer südwestlich von Macerata an der Nera am Nationalpark Monti Sibillini, gehört zur Comunità montana di Camerino und grenzt unmittelbar an die Provinz Perugia (Umbrien).

## Geschichte
Bei dem Ort handelt es sich um eine sabinische Gründung, die von den Römern Vicus Elacensis genannt wurde. 575/576 wurde die Ortschaft durch die Langobarden in Besitz genommen und dem Herzog von Spoleto zugeordnet. Nach dem Wiener Kongress gehörte Visso zum Kirchenstaat und erhielt den Rang einer Stadt.
Am 26. und 30. Oktober 2016 wurde Visso jeweils von starken Erdbeben getroffen.

## Verkehr
Durch die Gemeinde führt die frühere Strada Statale 209 Valnerina von Terni nach Muccia.